# Tabanus abaurantiacus
Tabanus abaurantiacus är en tvåvingeart som beskrevs av Philip 1960. Tabanus abaurantiacus ingår i släktet Tabanus och familjen bromsar. Inga underarter finns listade i Catalogue of Life.